# Jere Beasley
Jere Locke Beasley, né le 12 décembre 1935 à Tyler au Texas, est un homme politique américain membre du Parti démocrate. Lieutenant-gouverneur de l'Alabama, il est investi gouverneur par intérim en 1972, remplaçant temporairement George Wallace, après sa tentative d'assassinat.

## Sources
- (en) Cet article est partiellement ou en totalité issu de l’article de Wikipédia en anglais intitulé « Jere Beasley » (voir la liste des auteurs).